# HTMS Chakri Naruebet
Tàu sân bay Chakri Naruebet (tiếng Thái: จักรีนฤเบศร, có nghĩa là "Vinh quang của Triều Chakri") là một tàu sân bay của quân đội Hoàng gia Thái Lan, được thiết kế và chế tạo tại nhà máy Izar, Tây Ban Nha theo đơn đặt hàng của hải quân Hoàng gia Thái Lan với tổng giá thành lên đến 336 triệu USD thời giá năm 1994.
Đây là chiếc hàng không mẫu hạm duy nhất ở Đông Nam Á tính đến nay. Tàu sân bay này chuyên dụng cho lực lượng tuần tra và tác chiến trên biển. Khi hoạt động trên biển, tàu sân bay Chakri Naruebet luôn được hộ tống bởi 2 tàu khu trục Lớp Naresuan của hải quân hoàng gia Thái Lan hộ tống. Tuy nhiên, con tàu lại tỏ ra khá vô dụng bởi hải quân Thái Lan không có đủ ngân sách để duy trì hoạt động thường xuyên cho con tàu. Năm 2006, phi đội AV-8 Harrier của nó cũng đã nghỉ hưu mà không có máy bay thay thế, nên từ đó con tàu còn bị chê bai là "tàu sân bay không có máy bay". Hiện nay, khả năng chiến đấu của con tàu chẳng khác nào một chiếc tàu vận tải (nhưng chi phí đắt đỏ hơn rất nhiều), nên báo chí Thái Lan còn mỉa mai nó là "Thai-tanic", hàm ý rằng việc mua con tàu là một sai lầm quá đắt giá. Trong phần lớn thời gian, con tàu này neo đậu lâu dài ở quân cảng lớn nhất Thái Lan là Sattahip, cho phép người dân Thái Lan tham quan miễn phí.

## Lịch sử
Tàu sân bay này được mang tên Chakri là tên của quốc vương khai quốc vương triều Bangkok. Số hiệu tàu là 911. Tàu được thiết kế và chế tạo tại nhà máy Izar, Tây Ban Nha theo đơn đặt hàng của hải quân Hoàng gia Thái Lan với tổng giá thành lên đến 336 triệu USD. Theo một hợp đồng ký kết giữa quân đội Thái Lan và hai tập đoàn Bazan và Ferrol của Tây Ban Nha, tháng 7 năm 1992 tàu sân bay hạng nhẹ Chakri Naruebet bắt đầu được khởi động chế tạo tại nhà máy đóng tàu El Ferrol của hãng Navantia (tiền thân của tên gọi Ferrol).
Quá trình chế tạo kéo dài gần 5 năm và hoàn thành vào tháng 3 năm 1997. Dựa trên bản hợp đồng ký kết tháng 7 năm 1992, tàu sân bay Chakri Naruebet được đóng tại nhà máy Izar, Tây Ban Nha. Tàu Chakri Naruebet hạ thủy ngày 20 tháng 01 năm 1996. Năm 1997, tàu Chakri Naruebet được chuyển giao cho hải quân hoàng gia Thái Lan. HTMS Chakri sẽ đảm nhiệm vai trò là tàu đô đốc chỉ huy và điều khiển, hỗ trợ hạm đội tàu chiến của Thái Lan từ trên không.
Ngoài ra, nó còn có trách nhiệm tham gia các hoạt động tìm kiếm, cứu nạn trên biển. Tàu sân bay Chakri Naruebet chủ yếu phục vụ hỗ trợ lực lượng hải quân Thái Lan trong chiến lược bảo vệ vùng biển chủ quyền của nước này, đồng thời nó cũng có thể thực hiện các nhiệm vụ như một chiến hạm chỉ huy, hỗ trợ các biên đội tàu chiến, giải cứ nạn nhân gặp thảm hoạ thiên tai. Tàu sân bay Chakri Naruebet được triển khai ở một căn cứ quân sự trên đóng trên Vịnh Thái Lan.

## Thiết kế
Với giá 360 triệu USD, tàu sân bay này có lượng choán nước 11.450 tấn, tàu dài 182,6 m, rộng 27,5 m, tốc độ 27 hải lý/giờ, khả năng chạy liên tục 10.000 hải lý với vận tốc 12 hải lý/giờ.

### Tổng thể

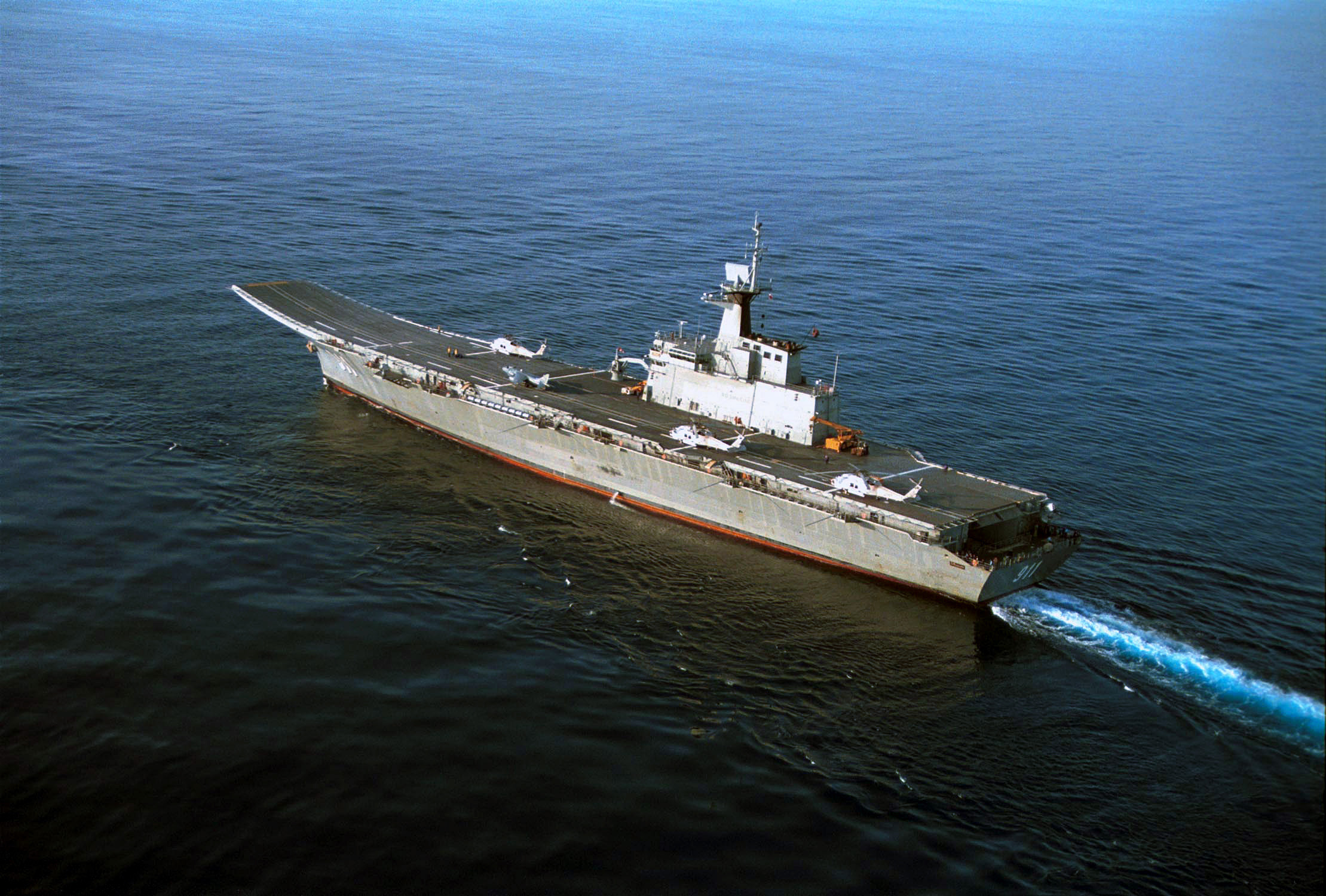
Tàu Chakri Naruebet

Tàu sân bay HTMS Chakri Naruebet được thiết kế dựa trên tàu sân bay Principe de Asturias, Hải quân Tây Ban Nha với cầu trượt với độ dốc 12 độ, thuận tiện cho quá trình cất cánh của loại chiến đấu cơ phản lực có khả năng cất, hạ cánh thẳng đứng trên đường băng ngắn như phản lực chiến đấu Harrier của không quân Anh. Nếu so sánh với các hàng không mẫu hạm hạng nặng của Anh, Mỹ, Pháp và một số cường quốc quân sự khác thì tàu sân bay Chakri Naruebet chỉ thuộc hạng nhỏ vì nó chủ yếu được thiết kế cho máy bay các trực thăng và chiến đấu cơ phản lực có khả năng cất cánh thẳng đứng (VTOL).
Chakri Naruebet có lượng giãn nước 11.485 tấn, tổng chiều dài là 182,6m. Boong tàu sân bay rộng khoảng 174.6x27.5m, được thiết kế có đường dốc nghiêng 12 độ về phía cuối tàu sân bay sử dụng cho các máy bay Harrier. Khu chứa máy bay cung cấp đủ chỗ cho 10 trực thăng hạng trung hoặc máy bay cất hạ cánh thẳng đứng AV-8S (Harrier). Số lượng thành viên thủy thủ đoàn trên tàu khoảng 600 người. HTMS Chakri Naruebet có khả năng chở sáu chiếc máy bay AV-8S (Harrier) và sáu trực thăng đa nhiệm S-70B "Seahawk".
Chakri Naruebet có kích thước boong dài 174,6 mét, rộng 27,5 mét. Diện tích này đủ khả năng cung cấp cho 5 trực thăng chiến đấu cất và hạ cánh cùng lúc. Mũi tàu được thiết kế có độ dốc 12 độ nhằm hỗ trợ quá trình cất cánh của các phản lực cơ chiến đấu. Phần nhà chứa máy bay ẩn dưới boong tàu có thể để được 10 trực thăng tầm trung hoặc 10 phản lực cơ loại Harrier.
Tàu sân bay Chakri Naruebet của quân đội Thái Lan được trang bị 6 trực thăng săn ngầm Sikorsky S-70B Seahawk. 6 phản lực cất, hạ cánh trên đường băng ngắn Matador AV-8S (phiên bản Harrier dành riêng cho hải quân Tây Ban Nha do BAE System của Anh chế tạo).

### Động lực
Tàu sân bay của Thái Lan trang bị bộ truyền động kết hợp động cơ diezen hoặc động cơ tuốc bin khí (CODOG), loại tàu này sử dụng hệ thống động cơ tuốc bin khí(CODOG) gồm 2 cặp tuốc bin khí GE LM-2500 (công suất 44.250 mã lực ở tốc độ 3.600 vòng/phút) và các máy dầu Diesel loại Izar-MTU 16V1163 TB83 (công suất 6.437 mã lực ở tốc độ 1.200 vòng/phút) cấp sức đẩy 33.600 mã lực, mỗi động cơ sinh ra 6.437 mã lực.
Tốc độ tối đa mà Chakri đạt được là 26,2 hải lý mỗi giờ và tốc độ trung bình khoảng 17,2 hải lý mỗi giờ. Tầm hoạt động lên tới 10.000 dặm nếu chạy với tốc độ 12 hải lý mỗi giờ. Chakri Naruebet có thể chạy với tốc độ tối đa đạt 20 knot (tương đương 37 km/giờ), tốc độ hành trình trung bình khoảng 16 knot (tương đương 29 km/giờ). Tàu được lắp đặt hai chân vịt dạng tấm cùng 4 thiết bị cân bằng bố trí quanh thân dưới của tàu. Hệ thống chiến đấu của tàu sân bay Chakri Naruebet là loại AN/UYK-43C Lowboy có khả năng nhất thể hoá các loại vũ khí trang bị trên tàu do FABA của Tây Ban Nha sản xuất.

### Hệ thống phòng vệ

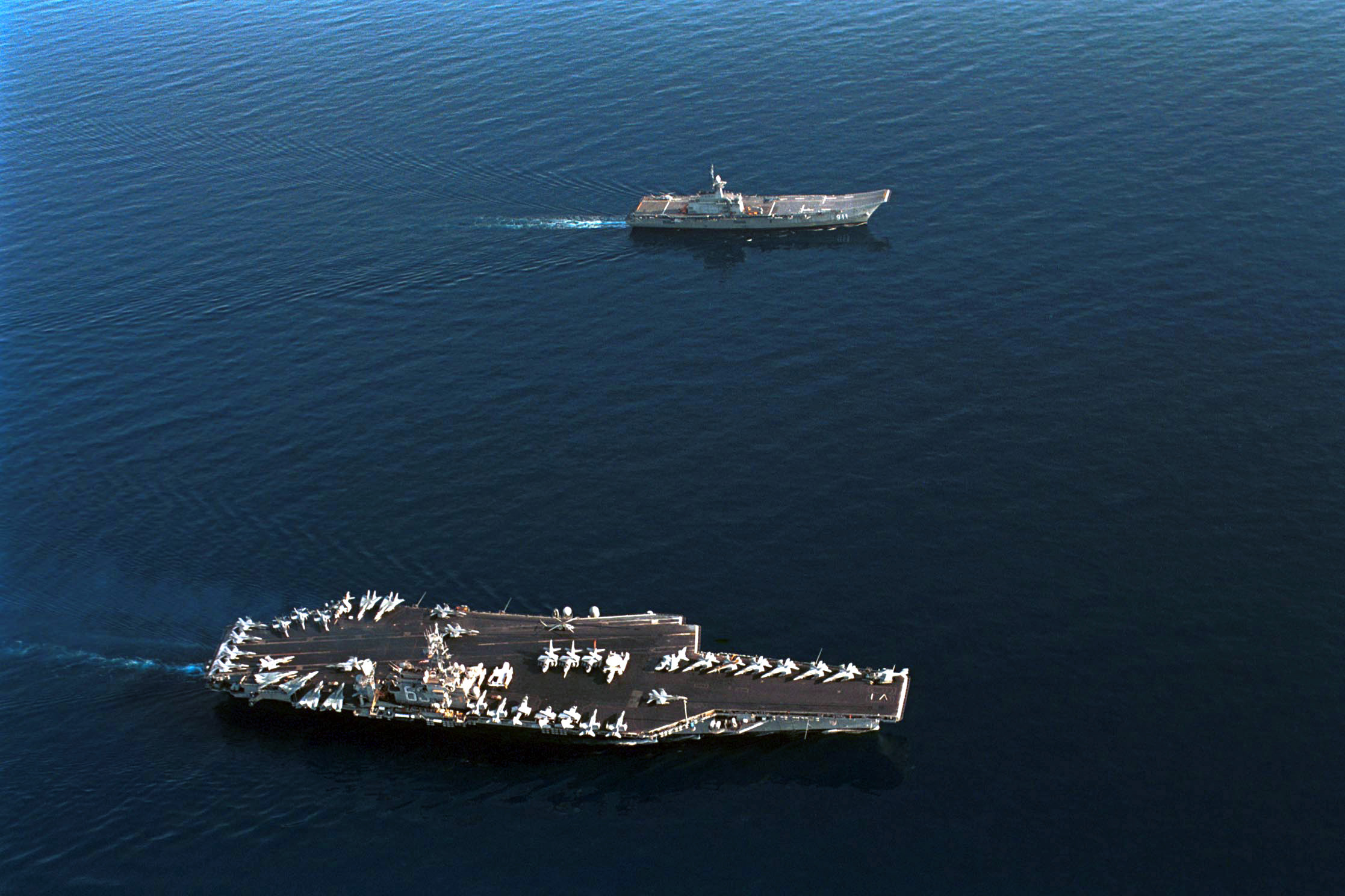
Tàu sân bay nhìn từ trên cao

Tàu sân bay được trang bị hệ thống phóng tên lửa hải đối không Mk 41 sử dụng tên lửa loại Seasparrow. Loại tên lửa này có tầm bắn hiệu quả trong phạm vi 14 km với tốc độ 2,5 Mach. Ngoài ra, tàu cũng được trang bị 3 dàn phóng Sadral sử dụng tên lửa chống máy bay tầm ngắn Mistral có khả năng đánh chặn các tên lửa chống hạm của đối phương. Trên thân tàu Chakri Naruebet cũng được bố trí hai ụ súng máy hải quân cỡ nòng 30 mm.
Sau khi được chuyển giao cho Thái Lan, Chakri Naruebet được trang bị một số loại vũ khí sau:
- Tổ hợp vũ khí tầm cực gần Phalanx CIWS. Phanlanx là pháo sáu nòng cỡ 20mm được dùng để phòng không chống máy bay hoặc tên lửa hành trình. Pháo bắn với tốc độ 3.000 viên mỗi phút, tầm bắn 1,5 km.
- Hệ thống tên lửa đối không RIM-7 Seasparrow. Tên lửa được dùng để chống lại máy bay hoặc tên lửa hành trình. Các tên lửa được chứa trong 8 ống phóng của hệ thống Mk41. RIM-7 dẫn đường bằng ra đa chủ động, tầm bắn khoảng 55 km.
- Hệ thống phòng không MBDA Sadral (6 ống phóng) sử dụng tên lửa Mistral. Mistral là tên lửa phòng không tầm ngắn dùng để chống máy bay hoặc tên lửa hành trình, có tầm bắn khoảng 5 km.

### Hệ thống điện tử
Các hệ thống ra đa, định vị được lắp đặt trên tàu Chakri Narubet gồm: 
- Hệ thống ra đa dò tìm mục tiêu trên không tầm trung Raytheon AN/SPS-52C 3-D sử dụng băng tần E hoặc F, và tầm xa 2-D
- Ra đa kiểm soát và hỗ trợ trực thăng Kelvin Hughes
- Ra đa định vị Kelvin Hughes I-band
- Hệ thống định vị vệ tinh MX 1105 Transit/GPS Omega
- Hệ thống định vị URN 25 Tacan.
- Hệ thống định vị siêu âm, hệ thống tác chiến điện tử, thiết bị đối phó trả đũa.
- Ngoài ra, tàu còn được trang bị thêm máy phóng tên lửa, hệ thống vũ khí tầm cực gần với pháo 25/30mm.

Tuy nhiên, năm 1997 khi được chuyển giao thì HTMS Chakri Naruebet mới chỉ được trang bị hệ thống điện tử cơ bản nhưng không có vũ khí phòng vệ, hệ thống tác chiến điện tử và thậm chí là hệ thống định vị siêu âm, mồi bẫy. Các hệ thống điện tử bao gồm radar giám sát tầm trung 3-D AN/SPS-52C, hệ thống dẫn đường Kelvin Hughes (hoạt động trên dải I), hệ thống định vị vệ tinh MX 1105 Transit/GPS và các thiết bị thông tin liên lạc khác. Vì vậy, cho đến khi tàu sân bay được trang bị giáp, thiết bị cảm biến và hệ thống chiến đầu thì nó phải phụ thuộc vào đội tàu hộ tống.